# Ole Frederik Joensen
Ole Fredrik Joensen (født 29. september 1876 i Klaksvík, død 25. oktober 1964), kaldet Óli í Skúla, var en færøsk købmand og politiker (SB). Han var købmand i Klaksvík og bestyrer ved det stedlige sygehus.
Joensen var medlem af kommunalbestyrelsen i Norðoya prestagjalds kommuna 1906–08. Da Klaksvík i 1908 blev udskilt som selvtændig kommune, blev han valgt til byens først borgmester og besad posten til 1911, samt igen i en periode i 1920. Han forlod kommunalbestyrelsen i 1922. Joensen var valgt til Lagtinget fra Norðoyar i tre perioder: 1924–1928, 1932–1946 og 1950–1954.